# Mistrovství Evropy v basketbalu žen 1997
26. mistrovství Evropy v basketbalu žen proběhlo v dnech 6. – 13. června v maďarských městech Pécs, Budapešť
a Zalaegerszeg.
Turnaje se zúčastnilo 12 týmů, rozdělených do dvou šestičlenných skupin. První čtyři družstva postoupila do Play off. Mistrem Evropy se stalo družstvo Litvy.

## Výsledky a tabulky

### Skupina A
|    |            | LIT   | ESP   | GER   | YUG   | UKR   | CZE   | V | P | Skóre   | B |
| 1. | Litva      | ***   | 78:67 | 75:67 | 79:82 | 73:70 | 89:82 | 4 | 1 | 394:368 | 9 |
| 2. | Španělsko  | 67:78 | ***   | 71:72 | 86:71 | 76:62 | 82:78 | 3 | 2 | 382:361 | 8 |
| 3. | Německo    | 67:75 | 72:71 | ***   | 73:74 | 92:88 | 85:65 | 3 | 2 | 389:373 | 8 |
| 4. | Jugoslávie | 82:79 | 71:86 | 74:73 | ***   | 67:81 | 84:69 | 3 | 2 | 378:388 | 8 |
| 5. | Ukrajina   | 70:73 | 62:76 | 88:92 | 81:67 | ***   | 76:72 | 1 | 4 | 377:380 | 6 |
| 6. | Česko      | 82:89 | 78:82 | 65:85 | 69:84 | 72:76 | ***   | 0 | 5 | 366:416 | 5 |

 Německo -  Španělsko 72:71 (40:34)
6. června 1997 (15:00) – Zalaegerseg
 Litva -  Česko 89:82 (48:48)
6. června 1997 (17:00) – Zalaegerseg
 Ukrajina -  Jugoslávie 81:67 (36:41)
6. června 1997 (19:30) – Zalaegerseg
 Španělsko -  Česko 82:78 (44:38)
7. června 1997 (15:00) – Zalaegerseg
 Německo -  Ukrajina 92:88 (49:46)
7. června 1997 (17:00) – Zalaegerseg
 Jugoslávie -  Litva 82:79 (38:35)
7. června 1997 (19:00) – Zalaegerseg
 Španělsko -  Ukrajina 76:62 (36:29)
8. června 1997 (15:00) – Zalaegerseg
 Jugoslávie -  Česko 84:69 (44:42)
8. června 1997 (17:00) – Zalaegerseg
 Litva -  Německo 75:67 (38:32)
8. června 1997 (19:00) – Zalaegerseg
 Španělsko -  Jugoslávie 86:71 (44:37)
10. června 1997 (15:00) – Zalaegerseg
 Litva -  Ukrajina 73:70 (35:33)
10. června 1997 (17:30) – Zalaegerseg
 Německo -  Česko 85:65 (40:32)
10. června 1997 (19:30) – Zalaegerseg
 Litva -  Španělsko 78:67 (39:42)
11. června 1997 (15:30) – Zalaegerseg
 Jugoslávie -  Německo 74:73 (37:35)
11. června 1997 (17:30) – Zalaegerseg
 Ukrajina - Česko 76:72 (40:38)
11. června 1997 (19:30) – Zalaegerseg

### Skupina B
|    |               | SVK   | RUS   | HUN   | MLD   | BIH   | ITA   | V | P | Skóre   | B |
| 1. | Slovensko     | ***   | 81:73 | 54:73 | 70:55 | 64:53 | 81:55 | 4 | 1 | 350:309 | 9 |
| 2. | Rusko         | 73:61 | ***   | 75:66 | 68:53 | 75:76 | 66:52 | 3 | 2 | 357:328 | 8 |
| 3. | Maďarsko      | 73:54 | 66:75 | ***   | 76:75 | 73:67 | 69:70 | 3 | 2 | 357:341 | 8 |
| 4. | Moldavsko     | 55:70 | 53:68 | 75:76 | ***   | 79:75 | 72:65 | 2 | 3 | 334:357 | 7 |
| 5. | Bosna a Herc. | 53:64 | 76:75 | 67:73 | 75:79 | ***   | 97:79 | 2 | 3 | 368:370 | 7 |
| 6. | Itálie        | 55:81 | 52:66 | 70:69 | 68:72 | 79:97 | ***   | 1 | 4 | 324:385 | 6 |

 Slovensko -  Moldavsko 70:55 (30:32)
6. června 1997 (15:00) – Pécs
 Itálie -  Maďarsko 70:69 (35:45)
6. června 1997 (17:30) – Pécs
 Bosna a Hercegovina -  Rusko 76:75 (39:37)
6. června 1997 (19:30) – Pécs
 Slovensko -  Itálie 81:55 (44:27)
7. června 1997 (15:00) – Pécs
 Rusko -  Maďarsko 75:66 (34:39)
7. června 1997 (17:00) – Pécs
 Moldavsko -  Bosna a Hercegovina 79:75pp (38:38, 69:69)
7. června 1997 (19:00) – Pécs
 Rusko -  Itálie 66:52 (38:28)
8. června 1997 (15:00) – Pécs
 Maďarsko -  Moldavsko 76:75 (47:38)
8. června 1997 (17:00) – Pécs
 Slovensko -  Bosna a Hercegovina 64:53 (36:27)
8. června 1997 (19:00) – Pécs
 Rusko -  Moldavsko 68:53 (36:29)
10. června 1997 (15:30) – Pécs
 Maďarsko -  Slovensko 73:54 (44:27)
10. června 1997 (17:30) – Pécs
 Bosna a Hercegovina -  Itálie 97:79 (46:35)
10. června 1997 (19:30) – Pécs
 Slovensko -  Rusko 81:73 (35:33)
11. června 1997 (15:30) – Pécs
 Maďarsko -  Bosna a Hercegovina 73:67 (38:38)
11. června 1997 (17:30) – Pécs
 Moldavsko -  Itálie 72:68 (41:28)
11. června 1997 (19:30) – Pécs

### Play off

#### Čtvrtfinále
Německo -  Rusko 74:57 (27:31)
13. června 1997 (14:00) – Budapešť
 Litva -  Moldavsko 68:53 (39:26)
13. června 1997 (16:00) – Budapešť
 Maďarsko -  Španělsko 84:70 (40:34)
13. června 1997 (18:00) – Budapešť
 Slovensko -  Jugoslávie 66:57 (31:30)
13. června 1997 (20:00) – Budapešť

#### Semifinále
Slovensko -  Maďarsko 81:55 (37:28)
14. června 1997 (18:00) – Budapešť
 Litva -  Německo 78:77pp (34:33, 70:70)
14. června 1997 (20:00) – Budapešť

#### Finále
Litva -  Slovensko 72:62 (30:29)
15. června 1997 (19:00) – Budapešť

#### O 3. místo
Německo -  Maďarsko 86:61 (42:29)
15. června 1997 (17:00) – Budapešť

#### O 5. - 8. místo
Rusko -  Moldavsko 76:73 (44:38)
14. června 1997 (14:00) – Budapešť
 Španělsko -  Jugoslávie 71:47 (38:20)
14. června 1997 (16:00) – Budapešť

#### O 5. místo
Španělsko -  Rusko 82:77 (44:43)
15. června 1997 (15:00) – Budapešť

#### O 7. místo
Moldavsko -  Jugoslávie 66:56 (37:27)
15. června 1997 (13:00) – Budapešť

#### O 9. - 12. místo
Ukrajina -  Itálie 75:73 (43:41)
13. června 1997 (10:00) – Budapešť
 Česko -  Bosna a Hercegovina 91:62 (49:26)
13. června 1997 (12:00) – Budapešť

#### O 9. místo
Česko -  Ukrajina 90:76 (50:38)
14. června 1997 (12:00) – Budapešť

#### O 11. místo
Itálie -  Bosna a Hercegovina 71:64 (32:35)
14. června 1997 (10:00) – Budapešť

## Konečné pořadí
| Pořadí           | Tým                 | Z | V | P | Skóre   | B  |
| ---------------- | ------------------- | - | - | - | ------- | -- |
| Zlatá medaile    | Litva               | 8 | 7 | 1 | 612:560 | 15 |
| Stříbrná medaile | Slovensko           | 8 | 6 | 2 | 559:493 | 14 |
| Bronzová medaile | Německo             | 8 | 5 | 3 | 626:569 | 13 |
| 4.               | Maďarsko            | 8 | 4 | 4 | 557:578 | 12 |
| 5.               | Španělsko           | 8 | 5 | 3 | 605:569 | 13 |
| 6.               | Rusko               | 8 | 4 | 4 | 567:557 | 12 |
| 7.               | Moldavsko           | 8 | 3 | 5 | 526:557 | 11 |
| 8.               | Jugoslávie          | 8 | 3 | 5 | 538:591 | 11 |
| 9.               | Česko               | 7 | 2 | 5 | 547:554 | 9  |
| 10.              | Ukrajina            | 7 | 3 | 4 | 528:543 | 10 |
| 11.              | Itálie              | 7 | 2 | 5 | 468:524 | 9  |
| 12.              | Bosna a Hercegovina | 7 | 2 | 5 | 494:532 | 9  |